# Robert Hunter (cykelrytter)
 Der er flere personer med dette navn, se Robert Hunter.
Robert Hunter (født 22. april 1977 i Johannesburg) er en sydafrikansk tidligere cykelrytter.
Han vandt 11. etape af Tour de France 2007 foran CSC-rytteren Fabian Cancellara med få centimeter. Han blev samtidig den første sydafrikaner til at vinde en etape i Touren.